# Шарпф, Фриц
Фриц Шарпф (нем. Fritz W. Scharpf; 12 февраля 1935, Швебиш-Халль, Баден-Вюртемберг, Германия) — немецкий политолог, профессор Берлинского университета, почетный директор Института Макса Планка по изучению общества (Кельн).

## Биография
В 1954—1959 годах изучал право и политологию в Тюбингенском и Фрайбургском университетах. В 1955—1956 годах по стипендии Фулбрайта изучал политологию в Йельском университете. В 1959—1964 годах работал и учился в Фрайбургоском университете (доктор права). В 1960—1961 учебном году учился в Школе права Йельского университета (магистр права). В 1964—1966 годах работал ассистентом профессора в Школе права Йельского университета. В 1965 году как приглашенный преподаватель работал в Чикагском университете. 
В 1966—1968 годах профессор в Фрайбургоском университете, в 1968 году профессор в Констанцском университете. В 1973—1984 годах директор международного института управления и администрации Берлинского университета. В 1986—2003 годах директор Института Макса Планка по изучению общества (Кельн).
Фриц Шарпф как приглашенный профессор читал лекции в Стэнфорде (1987), Флоренции (1995, 1999), Париже (2001).

## Научная деятельность
Труды по сравнительной политической экономии государства всеобщего благосостояния, организационным проблемам и процессам принятия решений на всех уровнях государственной власти, по инфляции и безработице.